# Frans Titelmans
François « Frans » Titelmans (en latin Franciscus Titelmannus), né en 1502 à Hasselt et mort le 12 septembre 1537 à Fiuggi (couvent d'Anticoli de Campanie), est un religieux capucin, érudit, pionnier de la théologie franciscaine aux Pays-Bas méridionaux.

## Biographie
Il était le dernier des cinq fils qu’Aert Titelmans eut de Heylken van Muysel. À trois ans il perdit son père et à 13 ans était orphelin. Il reçut une excellente formation humaniste et à seize ans put s'inscrire à l’Université de Louvain comme étudiant pauvre ès arts, hébergé et pris en charge par le collège Standonck. Il dédiera plus tard un de ses livres, Summa mysteriorum christianae fidei à l'un de ses bienfaiteurs, le chancelier de l'université Charles de Carondelet (1469-1545). En 1521 il acheva brillamment ses études ès arts comme primus parmi 162 concurrents. Entretemps il s’appliquait à la théologie et fréquentait les cours publics dispensés par les Frères de l'Observance.
Ordonné prêtre, il obtint le bénéfice de la paroisse de Noduwez (3 février 1523) et continua d’enseigner, rejoignant finalement les franciscains Observants du couvent de Louvain. Dès 1527, il entreprit de combattre les idées de Jacques Lefèvre d'Étaples, Lorenzo Valla et Érasme de Rotterdam. Ce dernier prit mal la chose, menaçant même d’intervenir contre l'Ordre franciscain.
Âgé d’à peine 25 ans, Titelmans était déjà professeur. C'est au cours de ces années qu'il composa ses livres exégétiques, parmi lesquels un commentaire de l’épître aux Romains de Paul, où il attaquait par des arguments pénétrants les idées d’Érasme, qui s'en plaignit dans une riposte polémique publiée en 1529. Mais Titelmans demeurait très respectueux et pondéré, et de 1528 à 1536, il fit chaque année de ses leçons des textes achevés et profonds dignes d’être imprimés. La liste serait longue de ses livres, tous de grand prix et qui connurent de multiples éditions, mais pour la plupart posthumes. Cet énorme labeur eut pour conséquence que Frans mourut à 34 ans. Imprégné de nombreuses lectures, surtout les Pères de l'Église et les penseurs classiques, il fut le fondateur d’une école théologique auprès des Observants des Pays-Bas et ses livres devinrent des classiques, surtout répandus parmi les jésuites de la province de Cologne et du Japon.
En 1536 il partit pour Rome et s’y fit capucin, reçu par le père Bernardino d'Asti : ce choix comblait ses aspirations ardentes d’une réforme franciscaine, qui le portèrent à servir comme le dernier des infirmiers de l’hôpital de San Giacomo, et c'est ainsi qu'il passa son noviciat. Il ne voulait plus toucher aux livres. Parlant à ses malades, il disait: « Voici mon Augustin, mon Jérôme et mon Chrysostome. Ce sont là tous mes livres ». Il alla même jusqu'à repousser la proposition du vicaire général des capucins, le père Bernardino d'Asti, de prendre la direction du séminaire général qu'il souhaitait ouvrir à Milan. Titelmans passa ainsi à peine une année auprès des malades. Quoique vicaire provincial, il ne se rendait que rarement dans la province de Rome. Son étoile brillait trop faiblement : il s'éteignit subitement le 12 septembre 1537, au couvent d’Anticoli de Campanie où il était venu à pied rendre visite aux frères.
La valeur de son enseignement tient particulièrement à l’accent mis sur l’observance du vœu de pauvreté, le respect de l'exemple de François d'Assise : l'obligation du travail manuel pour tous les frères, du moins lorsqu'ils ont du temps libre. Les capucins, pour être vraiment "minores", doivent partager le travail manuel des pauvres. Sa position, si elle ne fut pas acceptée officiellement de l'Ordre, reste comme une prophétie qui s'est réalisée toujours dans la vie des saints. Sa courte vie, douze années passés chez les Frères de l'Observance et un peu moins de douze années auprès des frères capucins, est imprégnée du charisme franciscano-capucin.
Jusqu'au début du XVIIIe siècle, ses ossements étaient conservés dans une urne, dont on fit l'inventaire avec acte mandaté de notaire public le 15 mai 1772 puis de nouveau le 6 septembre 1899. En 1773 la congrégation des Rites avait autorisé l'instruction de son procès en canonisation, mais elle n'aboutit pas.

## Œuvres
- Elucidatio in omnes Epistolas apostolicas (1528 Tittelmans)
- Collationes quinque super Epistolam Beati Pauli ad Romanos (1529 Tittelmans)
- Summa mysteriorum christianae fidei (1532 ; Venise, 1572)
- Commentarii in Ecclesiastes Solomon, Anvers 1536, Paris 1549, 1552, Lyon 1555
- Dialecticæ Considerationis Libri sex, summam Organi Aristotelici, 1539
- Elucidatio in evangelio secundum Joannem, Anvers 1543, Lyon 1556
- Elucidatio in evangelio secundum Matthaeum, Anvers 1545;
- Elucidatio in evangelio Matthaeum et secundum Joannem, Paris 1545, 1546, Lyon 1547, 1556;
- Compendium Philosophiae Naturalis, Anvers 1540.
- Elucidatio paraphrastica Librum in Job, Anvers 1547, Paris 1547, 1550, Lyon 1553, 1554, 1546,